# Ujazd (Mnichów)
Ujazd – przysiółek wsi Mnichów w Polsce, położony w województwie świętokrzyskim, w powiecie jędrzejowskim, w gminie Jędrzejów.
W latach 1975–1998 przysiółek należał administracyjnie do województwa kieleckiego.
Brak zabudowy.